# شهرستان تاروموفسکی
شهرستان تاروموفسکی (به لاتین: Tarumovsky District) یک منطقهٔ مسکونی در روسیه است که در داغستان واقع شده‌است.